# Acido picrico
L'acido picrico è un materiale altamente esplosivo. Chimicamente appartiene alla famiglia dei fenoli, pertanto è un composto aromatico.
A temperatura ambiente è un solido cristallino giallo. Viene ottenuto per nitrazione del fenolo, una sostituzione elettrofila aromatica.
È possibile ottenerlo anche a partire dall'acido acetilsalicilico, trattandolo con acido solforico e acido nitrico o nitrato di potassio e poi purificandolo.

## Storia
L'acido picrico fu citato per la prima volta negli appunti di chimica di Johann Rudolph Glauber nel 1742. In un primo momento veniva creato a partire da alcuni nitriti presenti nelle corna di animali, nella seta e nella resina naturale. La sua sintesi dal fenolo e la determinazione corretta della sua formula furono delineate con successo nel 1841. Non prima del 1830 i chimici pensarono di utilizzare l'acido picrico come esplosivo, se non esclusivamente come acido.
Nel 1873 Hermann Sprengel provò che l'acido picrico poteva essere fatto detonare e nel 1894 i lavoratori russi escogitarono un metodo di manifattura per proiettili d'artiglieria. Poco dopo le maggiori potenze militari usarono l'acido picrico come loro materiale esplosivo principale.  Comunque i proiettili riempiti con acido picrico diventano altamente pericolosi poiché la miscela reagisce con il metallo presente sull'involucro del proiettile, creando un composto più instabile degli inneschi della cartuccia di fucile. La notevole potenza esplosiva dell'acido picrico fu dimostrata nell'Esplosione di Halifax.
Nel XX secolo si assistette alla progressiva sostituzione dell'acido picrico con il trinitrotoluene (TNT). L'acido picrico è anche utilizzato nella chimica analitica di metalli e minerali.

## Sinonimi
Nel 1885, sulla base delle ricerche di Hermann Sprengel, il chimico francese Eugene Turpin brevettò l'uso di acido picrico pressato e disteso per cariche esplosive e proiettili d'artiglieria. Nel 1887 il governo francese gli aggiunse la nitrocellulosa e adottò questo esplosivo sotto il nome di melinite. 
Nel 1888 a Lydd, nella regione del Kent, la Gran Bretagna iniziò a produrre una miscela molto simile e la chiamò lyddite.
Il Giappone produsse un composto ugualmente simile con una formula migliorata nota come schimose. Nel 1889 un materiale simile, una miscela di ammonio cresilato con trinitrocresolo, o sale di ammonio di trinitrocresolo, cominciò ad essere prodotto con il nome di ecrasite.

## Produzione e sintesi
Il fenolo viene fuso e disciolto in una soluzione di acido solforico, quindi mescolato per un periodo di circa 5 ore. Il periodo può variare in funzione della quantità di fenolo impiegata.
La soluzione acido-fenolo viene diluita in acqua distillata e poi fatta reagire con acido nitrico, ottenendo la nitrazione del fenolo.

### Avvertenze
Nel processo di produzione descritti, non sono riportati alcuni dettagli pratici. Questo esplosivo, leggermente più potente del tritolo (TNT), non è più prodotto a causa della sua tossicità, del suo costo e della sua instabilità: infatti a contatto con i metalli forma sali esplosivi.
In Italia la produzione e la sintesi non autorizzate di esplosivi sono vietate dalla legge.